# Dīmītrīs Fōsses
Dīmītrīs Fōsses (in greco Δημήτρης Φωσσές?; 14 novembre 1952) è un ex cestista greco.

## Carriera
Con la Grecia ha disputato i Campionati europei del 1975 e i Giochi del Mediterraneo di Algeri 1975.